# وجودية غير ضرورية
الوجودية  ["اللاضرورية"] هي المطلقة العامة مع قيد "اللاضرورة"، بحسب الذات، وهي إن كانت موجبة، كقولنا: كل إنسان ضاحك بالفعل لا بالضرورة، فتركيبها من موجبة مطلقة عامة، وسالبة ممكنة عامة، أما الموجبة المطلقة العامة فهي الجزء الأول، وأما السالبة الممكنة، أي قالوا: لا شيء من الإنسان بضاحك بالفعل لا بالضرورة، فتركيبها من سالبة مطلقة عامة، وهي الجزء الأول، وموجبة ممكنة عامة، وهي معنى اللاضرورة، فإن السلب إذا لم يكن ضروريا كان هناك سلب ضرورة السلب وهو الممكن العام الموجب.